# Ще один шанс
Ще один шанс (англ. One More Chance) — американський фільм 1983 року.

## Сюжет
Після свого звільнення з в'язниці, де відсидів 14 років за вбивство, Піт Бейлс приїжджає в Лос-Анджелес щоб побачити свого сина. Коли син був маленьким, Піт був засуджений, а його дружина поїхала з хлопчиком. Сусідка родини Піта, Шейла, знає адресу його дружини, але не хоче давати інформацію колишньому злочинцю, поки той не покаже, що змінився. Піт прагне повернути себе в суспільство, але процес працевлаштування ускладнюється тим, що він при спробі знайти роботу, не намагається приховувати від потенційних роботодавців той факт, що був засуджений на тривалий термін.

## У ролях
- Джон ЛаМотта — Піт Бейлс
- Марвін Флінт — Джордж
- Кірсті Еллі — Шейла
- Логан Кларк — Картер
- Вейн Елфорд — Девід
- Мордо Дана — Гробер
- Джоанна Галло — Джина
- Дженніфер Адамс Келлі — секретар
- Ісмаель «Іст» Карло — Гонсалес
- Ленн Беланжер — Гарт
- Фернандо Гарсон — Мануель
- Роберт Студенні — Боб
- Майкл Патакі — Сем
- Тамара Барклей — Джулі
- Валері Андерсон — Деббі
- Гектор Майсонетті — Джефферсон
- Майк А. Ніл — Мартін
- Джей Разумні — підрядчик
- Бланш Рубін — Ліліан
- Сара Альт — Сара
- Марк Парді — дядя
- Девід Ленсінг — Бар Тендер
- Джек Джонс — містер Гаттон
- Бред Бачман — поліцейський на мотоциклі
- Мілтон С. Гельман — суддя
- Памела Кептан — лоретта